# Wei Qianqian
Wei Qianqian (chinesisch 魏錢錢; * 18. Oktober 1997) ist eine chinesische Mountainbikerin, die im Cross-Country aktiv ist.

## Sportlicher Werdegang
Wei stammt aus der Provinz Jiangsu. 2017 gewann sie bei den Asienmeisterschaften die Silbermedaille im olympischen Cross-Country (XCO), zudem war sie Mitglied der siegreichen chinesischen Staffel. 2021 gewann sie die chinesischen Meisterschaften im Eliminator (XCE), 2023 und 2024 im XCO. Außerhalb Asiens trat sie bislang nicht in Erscheinung, insbesondere weder bei Weltmeisterschaften noch im Weltcup.

## Erfolge
2017
 Asienmeisterin – Staffel
 Asienmeisterschaften – XCO
2021
 Chinesische Meisterin – XCE
2023
 Chinesische Meisterin – XCO
2024
 Chinesische Meisterin – XCO